# Uładzimir Babkou
Uładzimir Babkou (biał. Уладзімір Андрэевіч Бабкоў, ros. Владимир Андреевич Бобков; ur. 22 lutego 1939 w rejonie żłobińskim obwodu homelskiego) – białoruski historyk i politolog, członek korespondencyjny Narodowej Akademii Nauk Białorusi. 
W 1963 ukończył studia w Białoruskim Uniwersytecie Państwowym im. Włodzimierza Lenina. W 1978 uzyskał stopień doktora nauk historycznych, a od 1983 legitymuje się tytułem profesora. 
Po studiach zarządzał działami gazet rejonowych i republikańskich. Był korespondentem Komitetu Państwowego Białoruskiej SRR ds. Radia i Telewizji. Od 1969 do 1990 pracował w Instytucie Historii Partii przy KC KPB jako starszy pracownik naukowy oraz zarządzający wydziałem. Od 1991 był głównym pracownikiem naukowym Wydziału Informacji Nauk Społecznych Akademii Nauk Białorusi. W latach 1992–2002 stał na czele Katedry Białoruskiego Państwowego Uniwersytetu Ekonomicznego. Od 1993 pełnił obowiązki dyrektora Mińskiego Narodowego Instytutu Badania Problemów Społeczno-Ekonomicznych i Politycznych. 
Zajmuje się głównie historią Białoruskiej SRR i Związku Radzieckiego, KPZR i KPB, politologią i polityką regionalną. 
W 1999 uhonorowano go mianem zasłużonego działacza nauki Republiki Białorusi. 

## Wybrane publikacje
- Рэформа дыктуе стыль, Mińsk 1975
- Научный подход в партийной работе, Mińsk 1985
- Возрождение духа ленинизма, Mińsk 1989
- Палiтычныя партыi i грамадска-палiтычныя рухi Беларусі, Mińsk 1993
- Куда идет Беларусь? Mińsk 1994
- Технология политики, Mińsk 1995
- Политология, Mińsk 1995